# British Grand Prix 2014
Navigation
Édition précédente Édition suivante
L'édition 2014 du British Grand Prix ou Birmingham Grand Prix se déroule le 24 août 2014 à l'Alexander Stadium de Birmingham, au Royaume-Uni. Il constitue la douzième étape de la Ligue de diamant 2014.

## Résultats

### Hommes
| Épreuve          | Vainqueur                       | Second                          | Troisième                           |
| ---------------- | ------------------------------- | ------------------------------- | ----------------------------------- |
| 200 m            | Nickel Ashmeade 20 s 33         | Alonso Edward 20 s 35           | Rasheed Dwyer 20 s 58               |
| 400 m            | Kirani James 44 s 59            | Isaac Makwala 45 s 02           | Martyn Rooney 45 s 25               |
| Mile             | Asbel Kiprop 3 min 51 s 89 (MR) | Ayanleh Souleiman 3 min 52 s 07 | Vincent Kibet 3 min 52 s 15         |
| 3 000 m steeple  | Jairus Birech 8 min 7 s 80 (MR) | Brimin Kipruto 8 min 16 s 61    | Barnabas Kipyego 8 min 17 s 03 (PB) |
| Saut en longueur | Christian Taylor 8,09 m (SB)    | Zarck Visser 8,08 m             | Li Jinzhe 8,06 m                    |
| Saut en hauteur  | Mutaz Essa Barshim 2,38 m (MR)  | Bohdan Bondarenko 2,38 m (MR)   | Derek Drouin 2,32 m                 |
| Lancer du disque | Robert Harting 67,57 m          | Piotr Małachowski 64,98 m       | Robert Urbanek 64,27 m              |

### Femmes
| Épreuve           | Vainqueur                            | Seconde                          | Troisième                     |
| ----------------- | ------------------------------------ | -------------------------------- | ----------------------------- |
| 100 m             | Kerron Stewart 11 s 22               | Myriam Soumaré 11 s 25           | Asha Philip 11 s 26           |
| 800 m             | Lynsey Sharp 1 min 59 s 14           | Eunice Sum 1 min 59 s 42         | Brenda Martinez 1 min 59 s 56 |
| 2 miles           | Mercy Cherono 9 min 11 s 49 (WL, MR) | Viola Kibiwot 9 min 12 s 59 (PB) | Irene Jelagat 9 min 12 s 90   |
| 100 m haies       | Dawn Harper-Nelson 12 s 66           | Queen Harrison 12 s 70           | Sally Pearson 12 s 85         |
| 400 m haies       | Kaliese Spencer 53 s 80              | Eilidh Child 54 s 89             | Denisa Rosolová 55 s 65       |
| Triple saut       | Caterine Ibargüen 14,52 m            | Olga Rypakova 14,33 m            | Yosiri Urrutia 14,14 m        |
| Saut à la perche  | Ekateríni Stefanídi 4,57 m           | Nikoléta Kiriakopoúlou 4,47 m    | Jennifer Suhr 4,47 m          |
| Lancer du poids   | Valerie Adams 19,96 m                | Christina Schwanitz 19,27 m      | Cleopatra Borel 18,62 m       |
| Lancer du javelot | Elizabeth Gleadle 64,49 m            | Barbora Špotáková 62,89 m        | Linda Stahl 62,75 m           |

## Légende
Records et Performances
- AR : Record continental (area record)
- CR : Record des championnats (championship record)
- MR : Record du meeting (meet record)
- NR : Record national (national record)
- OR : Record olympique (olympic record)
- PR : Record paralympique (paralympic record)
- PB : Record personnel (personal best)
- SB : Meilleure performance personnelle de la saison (season's best)
- WL : Meilleure performance mondiale de l'année (world leader)
- WJR : Record du monde junior (world junior record)
- WR : Record du monde (world record)

Circonstances et Conditions
- DNF : N'a pas terminé (did not finish)
- DNS : N'a pas pris le départ (did not start)
- DQ : Disqualification (disqualification)
- NM : Aucun essai valable enregistré (No Mark)
- Q : Qualifié « directement » au prochain tour (ou à la prochaine compétition), lors d'une compétition majeure, grâce au classement ou à la réalisation des minima (automatic qualifier)
- q : Qualifié au prochain tour (ou à la prochaine compétition), lors d'une compétition majeure, grâce au repêchage ou à la réalisation de l'une des meilleures performances parmi celles des « non qualifiés directement » (grâce au meilleur temps ou à la meilleure distance par exemple) (secondary qualifier)